# Karun

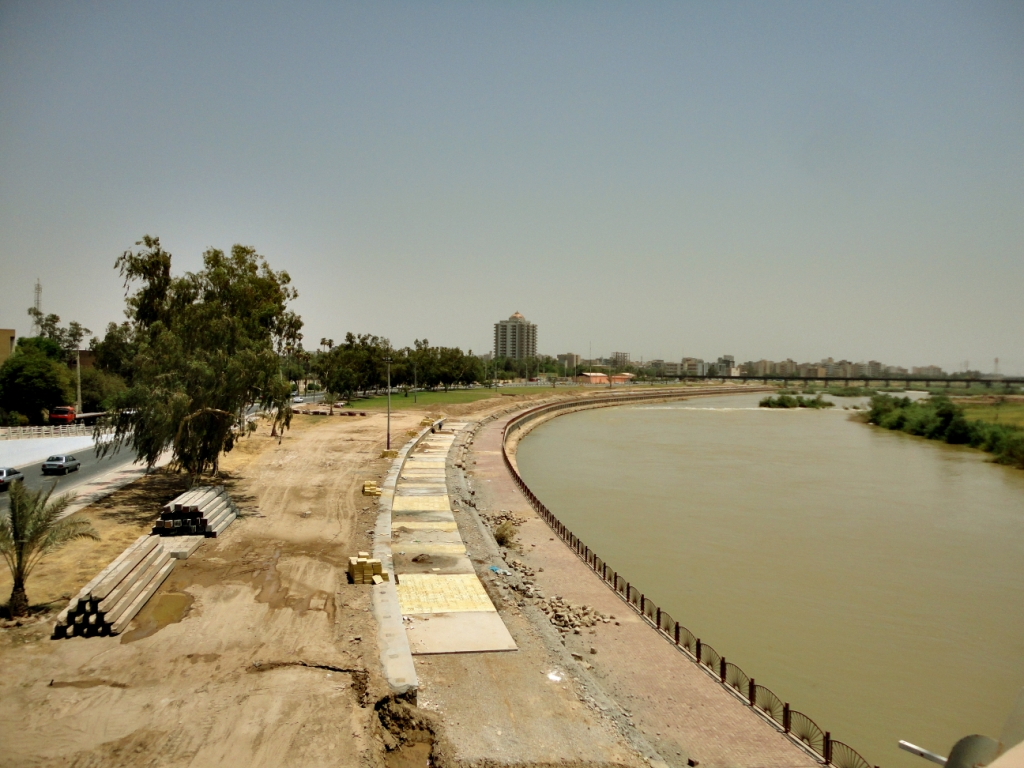

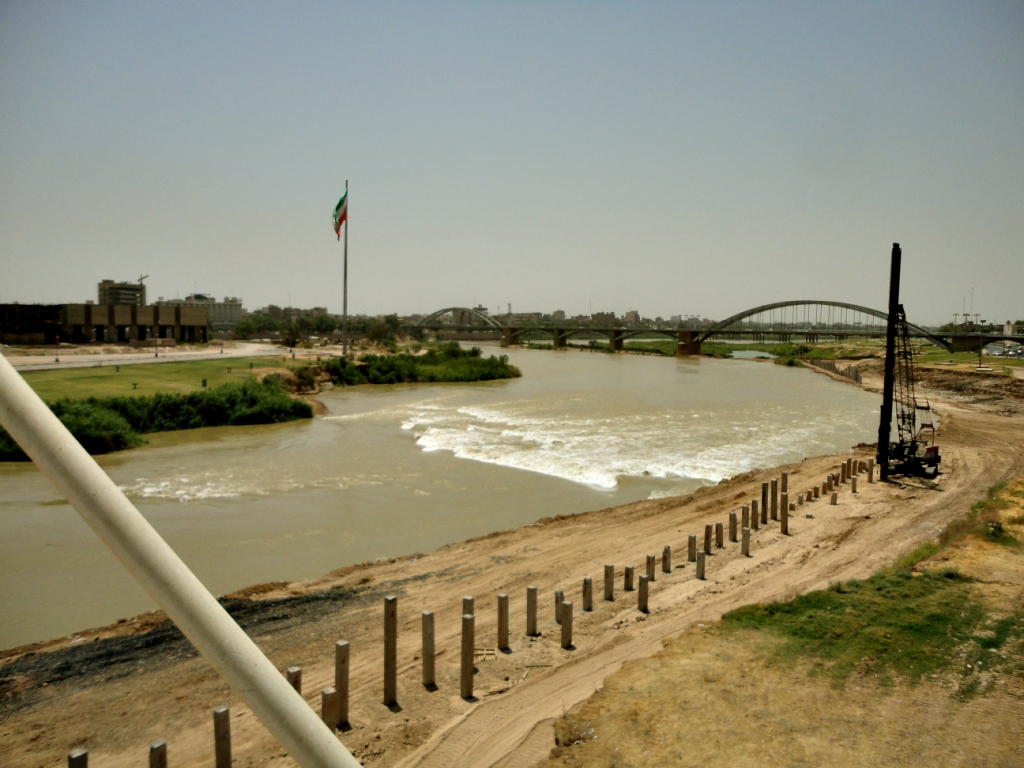

Der Kārun (auch Ulai-Strom; persisch كارون, DMG Kārūn) ist ein Fluss im Südwest-Iran. Der Karun fließt vom Berg Zard Kuh im Zagrosgebirge in Lorestan bis Arvand Rud (Schatt el Arab) und schließlich in den Persischen Golf. Dieser 720 km lange Fluss ist der längste und einzige schiffbare Fluss des Iran.

## Talsperren und Stauseen
Flussabwärts gesehen wird der Karun durch die folgenden Wasserkraftwerke aufgestaut:
| Talsperre | Betreiber | Max. Leistung (MW) | Stausee | Oberfläche (km²) | Volumen (Mio. m³) |
| --------- | --------- | ------------------ | ------- | ---------------- | ----------------- |
| Karun-4   |           | 1.000              | Karun-4 | 29,23            | 2.190             |
| Karun-3   |           | 2.000              | Karun-3 |                  | 2.970             |
| Karun-1   |           | 2.000              | Karun-1 |                  | 2.900             |
| Karun-2   |           | 2.000              | Karun-2 |                  | 261               |
| Gotvand   |           | 2.000              | Gotvand | 96,5             | 4.500             |

## Geschichte
Im Gilgamesch-Epos wird der „Ulai-Strom“ öfter erwähnt. In den frühen sumerischen Gilgamesch-Überlieferungen war dieser Fluss wahrscheinlich als Transportweg des Zedernholzes nach Uruk beziehungsweise zu den anderen mesopotamischen Orten von großer Bedeutung. In jener Zeit lag der „heilige Zedernwald“ nicht im Libanon, sondern in den östlichen Gebirgszügen Mesopotamiens.
Der von römischen Arbeitstrupps im 3. Jahrhundert n. Chr. errichtete Band-e Kaisar, eine Kombination aus Bogenbrücke und Stauwehr, dürfte die erste große Brücke über den Karun gewesen sein.